# Алфред Нобел
Алфред Бернард Нобел (швед. Alfred Bernhard Nobel; Стокхолм, 21. октобар 1833 — Санремо, 10. децембар 1896) је био шведски хемичар; проналазач динамита. Нобелов отац је био инвентиван инжењер који је много путовао. Породица се преселила у Русију 1842. године (где је Нобелов отац надгледао производњу подводних мина које је сам измислио) и где су Алфреда подучавали приватни учитељи; његове студије су обухватале хемију и пет савремених језика.
Године 1850, наставио је студије хемије у Паризу, а затим путовао и по Европи, пре него што је посетио САД да би радио с Ериксоном (Ericsson, 1803—99), шведско-америчким проналазачем бродског пропелера. Године 1859, вратио се у Русију, а затим у Шведску. Веома га је интересовала, као и његовог оца, употреба експлозива у грађевинарству, посебно на америчком тржишту у развоју. Године 1865, почео је да производи глицерил-тринитрат („нитроглицерин“ који је 1847. године открио А. Собреро /Sobrero, 1812—88/), али је у руковању експлозивном течношћу долазило до несрећних случајева; исте године његова фабрика је одлетела у ваздух, уз пет смртних случајева (укључујући и његовог брата Емила). Године 1866, је открио да је експлозив безбедан ако га апсорбује киселгур (инфузорна земља); мешавина је продавана у шипкама премазаним воском, као „динамит“. Године 1875, пронашао је експлозивни желатин или гелигнит (нитроглицерин у нитроцелулози), чак и бољи експлозивни агенс; а профитирао је из нафтних поља која је поседовао у Русији.
Његови проналасци су били разноврсни и покривени са 355 патената. Његово богатство било је огромно и велики део је остављен Фонду за додељивање Нобелове награде. У периодном систему елемената, хемијски елемент са редним бројем 102 је по њему добио име нобелијум.
Умро је 1896. године у својој кући у Сан Рему, у Италији. Синтетички елемент нобелијум назван је по њему у другој половини 20. века. Његово име је такође овековечено у именима компанија као што су Динамит Нобел и АкзоНобел, које су потомци спајања са компанијама које је Нобел основао.

## Животопис
Алфред Нобел рођен је 21. октобра 1833. године у Стокхолму. Био је трећи син Имануела Нобела (1801 – 1872) и Андриете Ахлсел Нобел (1805 – 1889). Његов отац Имануел Нобел био је изумитељ (изумио је шперплочу), али без новца да своје идеје оствари. Посебно се занимао за кориштење барута, у оно време практично јединог познатог експлозива, те је то своје занимање пренео и на сина. Алфредова се породица 1842. преселила у Русију, где се је отац почео бавити изградњом морских мина за потребе војске Царске Русије у Кримском рату. У Русији су Алфред и његова браћа, с обзиром на то да се материјално стање породице поправило, имали најбоље учитеље, иако нису ишли у школу. Алфред је учио језике и хемију, а са 18 година отишао је на четири године у САД где је краће време радио и студирао код Џона Ериксона. Након краја Кримског рата 1856. године породична фабрика је пропадала, те су се родитељи са најмлађим сином вратили у Шведску, док су тројица старије браће покушала да спасу погон. Године 1859. управљање породичном фабриком преузео је други син Лудвиг Нобел (1831 – 1888) који ју је значајно проширио. Алфред се посветио истраживању експлозива, посебно сигурној производњи нитроглицерина (којег је 1847. открио Асканио Собреро) у којем је видео велику зараду у широкој индустријској намени. Дана 3. септембра 1864. у њиховој фабрици у Стокхолму догодила се велика експлозија у којој су живот изгубила петорица радника, укључујући и Алфредовог најмлађег брата Емила.
Алфред Нобел, који је осим шведског изврсно говорио руски, француски, енглески и немачки језик, био је велики поклоник природних наука. Није се женио, али је наводно имао две велике љубави: бароницу Берту Кински и млађахну Аустријанку Софи Хес, која га је оставила и удала се за неког младог аустријског чиновника. Године 1865. Алфред Нобел је изумео свој најважнији изум – детонацијску капсулу која је садржавала живин флуминат, осетљив експлозив помоћу којег се нитроглицерин могао сигурно палити у свако доба. Тај упаљач био је основа за сву даљњу технологију експлозива, али ипак није постигао ништа да би се нитроглицерин могао лакше превозити или баратати њиме. Стога је потражио начин да укроти нитроглицерин. Очито је решење лежало у томе да се нитроглицерин преради у круту материју којом би се могло руковати и то тако да се каква порозна супстанца намочи у њему. Испитао је низ врсте порозних, неексплозивних, хемијских инертних материја: папир, дрвене отпатке, прашину од размрвљених опека, суву иловачу, све док године 1887. није надошао на несвакидашњу, иако прилично распрострањену руду – инфузоријску земљу.
Тако је настао експлозив, налик на тесто, који је био за 25 % слабији од чистог нитроглицерина, али упркос томе много снажнији од барута (који се тада фабрички производио) и лако се њиме манипулисало. У то доба кружила је прича да је Нобел случајно набасао на свој изум када је мало нитроглицерина прокапало у инфузоријску земљу којом су, за заштиту од оштећења, биле обложене неке посуде. То наклапање веома је сметало Нобела те је врло одлучно изјавио да до свог открића није дошао случајно већ да је оно резултат систематског истраживања које се заснивало на оцењивању техничких проблема. Касније је Нобел изумео гелигнит (мешавина нитроглицерина и бездимног барута или нитроцелулозе) који је био снажнији и чак се лакше с њим манипулирало него с динамитом. Био је веома плодан изумитељ, а о томе речито говори чињеница да је патентирао чак 355 изума. „Представили су ме као 'генија зла', као 'трговца смрћу', а ја сам само радио за добробит човечанства. Једини циљ мог живота био је ширити знање, уверен да то значи пре свега ширити благостање” – писао је Алфред Нобел 1896, пред крај живота, свом нећаку. Када је неколико месеци касније отворена Нобелова опорука његов рођак, браћа и остала родбина били су неугодно изненађени; Алфред их је у потпуности искључио из опоруке. Уместо родбини Нобел је своје големо богатство од 31,5 милиона шведских круна (премда данашњем курсу то би износило око 150.000.000 УСД) оставио човечанству. Опоруку је Нобел, наводно, написао на комадићу подераног папира 27. новембра 1895. године.
Алфред Нобел је изабран за члана Краљевске шведске академије наука 1884. године, која ће касније бирати два лаурета Нобелове награде, а 1893. године добио је и почасни докторат Универзитета у Упсали.
Алфред Нобел већи део свог живот провео је у Паризу, а 1891. године преселио се је у Сан Ремо, Италија. Неколико година касније купио је фабрику оружја и жељезару Бофорс, изградио велелепну вилу у граду Карлскога и припремао се за селидбу назад у Шведску иако није волео нордијске хладноће. У плановима га је спречила изненадна смрт због крварења у мозгу 10. децембра 1896. године.

### Нобелова награда
Четири године након његове смрти, 29. јуна 1900. године утемељена је Нобелова награда, а 1901. године додељене су прве награде за физику, хемију, медицину, књижевност и мир. Када је управа Нобелове награде расправљала о подручјима за која ће се додељивати награда у расправу се умешала и аустријска бароница Берта Кински фон Тетау, животна љубав Алфреда Нобела и једна од најважнијих особа тадашњег пацифистичког покрета. Она је Нобеловој задужбини предложила да утемељи награду за мир. Бароница Кински, удата Сутнер, добила је Нобелову награду за мир 1905. године. Нобелова награда за економију додељује се од 1969. године. Многи се, међутим, питају зашто хемичар Нобел није предвидео награду за математику. За то постоји неколико објашњења. Награде за хемију и физику додељује Шведска академија наука, за медицину (и филозофију) Каролински Институт у Стокхолму, а за мир комисија од пет чланова коју бира Норвешка народна скупштина (Стортинг).
Алфред Нобел је преминуо 10. децембра 1896. године у Сан Рему (Италија) од последица крварења у мозгу. На дан његове смрти у Стокхолму се сваке године додељује Нобелова награда. Нобелову награду добили су, између осталих – Мајка Тереза (за мир), Александар Солжењицин (за књижевност), Иво Андрић (за књижевност), Хенри Кисинџер (за мир), итд. Док је француски књижевник и филозоф Жан-Пол Сартр одбио из моралних разлога да прими награду. Истовремено Нобелова је награда „заобишла” такве великане као што су Лав Толстој, Хенрик Ибсен, Марсел Пруст, Никола Тесла, Франз Кафка, Антон Павлович Чехов, Џејмс Џојс и Бертолт Брехт.